# Takahashi Shotei
Takahashi Shōtei (Japans: 高橋松亭) (Tokio, 2 januari 1871 – aldaar, 11 februari 1945) was een Japans prentkunstenaar, deel uitmakend van de shin hanga-beweging.
Shōtei werd in 1871 te Tokio geboren als Matsumoto Katsutarō. Hij ging in de leer bij zijn oom Matsumoto Fūko, een nihonga-schilder. De oom gaf hem de naam Takahashi Shōtei. Vanaf 1889 maakte Shōtei illustraties voor kranten, magazines en boeken. In 1907 begon hij voor de uitgeverij van Watanabe Shōzaburō te werken. Op diens vraag specialiseerde Shōtei zich in landschapsprenten. In 1921 nam hij de naam Hiroaki ('drager van goed licht') aan. Tijdens de aardbeving van Kanto in 1923 werd een groot deel van zijn werk vernietigd. Watanabe vroeg hem om zijn werk opnieuw te maken. Daardoor zijn er verschillen tussen de prenten voor en na de aardbeving. Hiroaki bleef tot 1942 voor Watanabe en drie andere uitgeverijen werken. In 1945 stierf hij aan een longontsteking. Zijn werk hangt onder meer in het Rijksmuseum en het Museum Kunst & Geschiedenis.

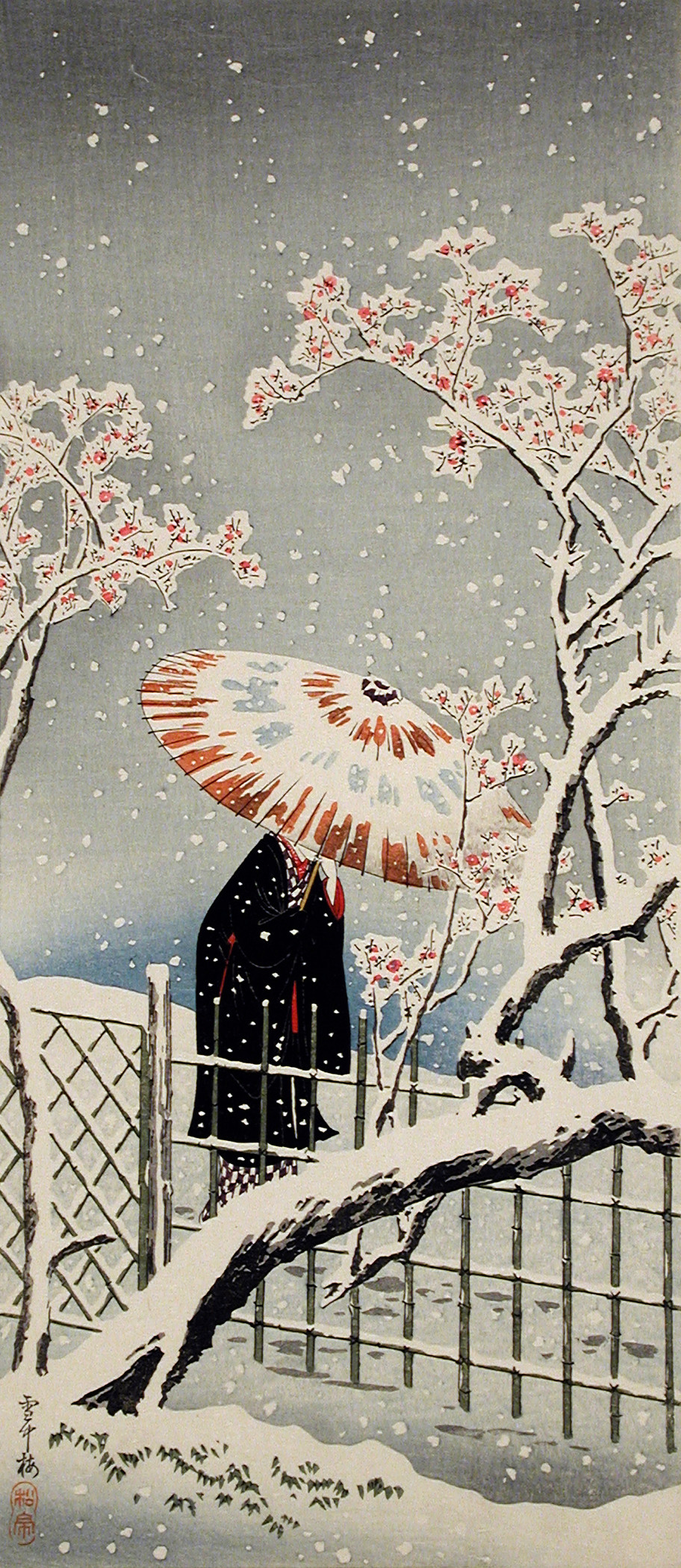
Pruimenboom in de sneeuw, voor 1936
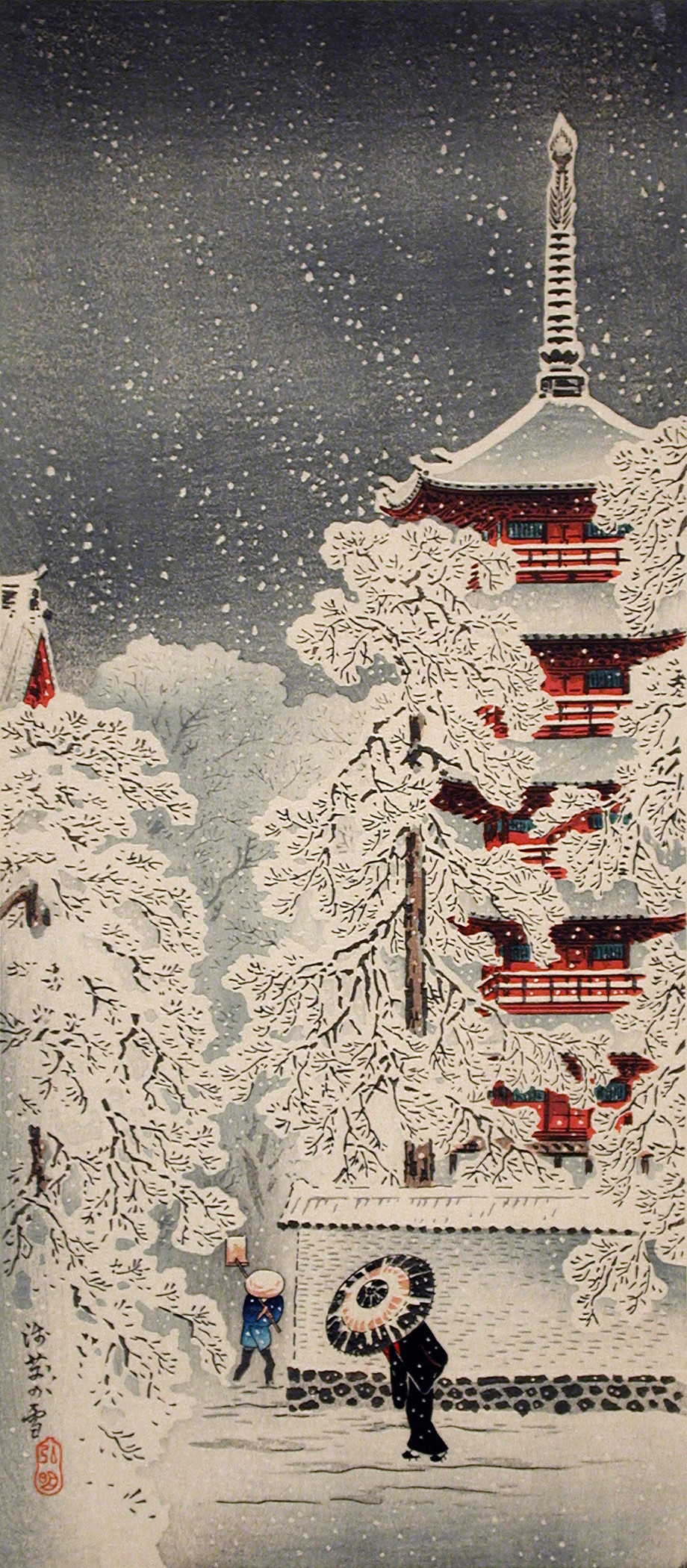
Sneeuw in Asakusa, Yedo, provincie Musashi, voor 1936
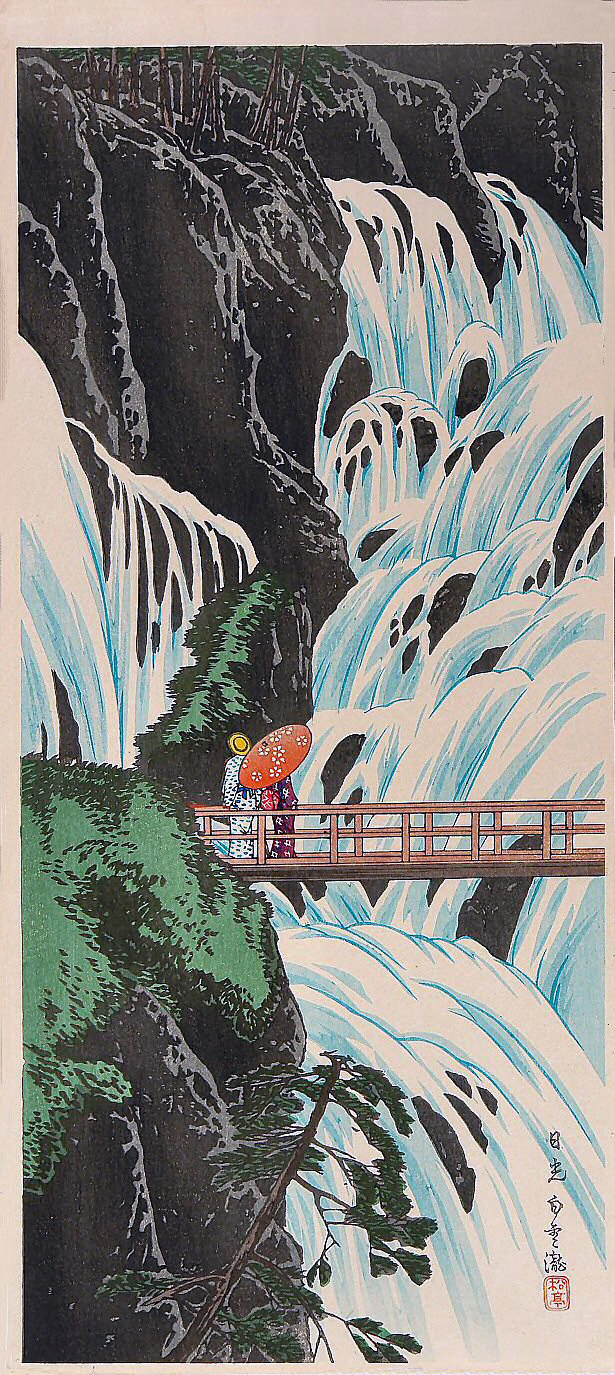
Brug over een waterval, tussen 1924 en 1927

- Art Gallery of South Australia: 6298
- CiNii: DA09594287
- Gemeinsame Normdatei: 1135504970
- International Standard Name Identifier: 0000 0003 8699 1214
- Library of Congress Control Number: nr2006032518
- Bibliotheek van het Japanse parlement: 00487834
- National Gallery of Victoria: 7332
- Museum of New Zealand Te Papa Tongarewa: 59363
- Virtual International Authority File: 259917335
- WorldCat: E39PBJw4GRMTdwCPk3c49V86Kd